# サン・ガヴィーノ・モンレアーレ
サン・ガヴィーノ・モンレアーレ（イタリア語: San Gavino Monreale）は、イタリア共和国サルデーニャ州南サルデーニャ県にある、人口約8,500人の基礎自治体（コムーネ）。

## 地理

### 位置・広がり

#### 隣接コムーネ
隣接するコムーネは以下の通り。
- ゴンノスファナーディガ
- パビッローニス
- サンルーリ
- サルダラ
- ヴィッラチードロ